# Tweede Kamerverkiezingen 2023/Kandidatenlijst/Politieke Partij voor Basisinkomen
Dit is de kandidatenlijst voor de Tweede Kamerverkiezingen van 2023 van de Politieke Partij voor Basisinkomen zoals die op 13 oktober 2023 is vastgesteld door de Kiesraad.

## Kandidatenlijst
| Plek | Naam                 | Woonplaats     | Geb. jaar | Stemmen | Gekozen |
| ---- | -------------------- | -------------- | --------- | ------- | ------- |
| 1.   | Sepp Hannen          | Budel-Dorplein |           | 536     |         |
| 2.   | Ludovic van Mierlo   | Vreeland       |           | 47      |         |
| 3.   | Susan Delsing        | Amsterdam      |           | 159     |         |
| 4.   | Reginald Diepenhorst | Zevenaar       |           | 15      |         |
| 5.   | Eric Binsbergen      | Amsterdam      |           | 32      |         |
| 6.   | Ron Smit             | Amsterdam      |           | 20      |         |
| 7.   | Marc Veeger          | Budel-Dorplein |           | 13      |         |
| 8.   | Edgar van der Staaij | Leeuwarden     |           | 18      |         |
| 9.   | Raymond Karremann    | Raamsdonksveer |           | 25      |         |
| 10.  | Dennis Rosenbaum     | Bilthoven      |           | 26      |         |
| 11.  | Sijbren Sijtsma      | Drachten       |           | 147     |         |

De Politieke Partij voor Basisinkomen neemt aan deze verkiezingen deel in acht kieskringen.
2017 (met andere partijen) · 2023
VVD · D66 · GroenLinks-PvdA · PVV · CDA · SP · Forum voor Democratie · Partij voor de Dieren · ChristenUnie · Volt · JA21 · SGP · DENK · 50PLUS · BBB · BIJ1 · Piratenpartij - De Groenen · BVNL / Groep Van Haga · Nieuw Sociaal Contract · Splinter · Libertaire Partij · LEF - Voor de Nieuwe Generatie · Samen voor Nederland · Nederland met een PLAN · PartijvdSport · Politieke Partij voor Basisinkomen